# Mistrzostwa Oceanii w Judo 1990
12. Mistrzostwa Oceanii w judo odbywały się w 1990 roku w Papeete w Polinezji Francuskiej. W tabeli medalowej tryumfowali zapaśnicy z Australii.

## Klasyfikacja medalowa
| Miejsce | Państwo           |    |    |    | Razem |
| ------- | ----------------- | -- | -- | -- | ----- |
| 1       | Australia         | 11 | 10 | 11 | 32    |
| 2       | Nowa Zelandia     | 3  | 3  | 3  | 9     |
| 3       | Guam              | 1  | 1  | 0  | 2     |
| 4       | Nowa Kaledonia () | 0  | 1  | 5  | 6     |
| Razem   | Razem             | 15 | 15 | 19 | 49    |

## Medaliści

### Mężczyźni
| Konkurencja: | Złoto:            | Srebro:                   | Brąz:                           |
| −60 kg       | Angelo Vlahek     | Abedias Trindade de Abreu | M. Tehan Brendon Crooks         |
| −66 kg       | Craig Monaghan    | Darren Fagan              | Christophe Rouchi Greg Grainger |
| −71 kg       | Simon Stones      | Danny Fagan               | Thierry Kadooka G. Harbulot     |
| −78 kg       | Steven Hill       | Ricky Fillipov            | John Moody Michael Graham       |
| −86 kg       | Chris Palmer      | Peter Gagliardi           | Robert Ivers                    |
| −95 kg       | Steve Kamphuis    | Peter Huppatz             | Alex Wallingford                |
| ponad 95 kg  | Atef Kamal Husein | Garry Pinchen             | ----                            |
| Open         | Peter Gagliardi   | Atef Kamal Husein         | Garry Pinchen Robert Ivers      |

### Kobiety
| Konkurencja: | Złoto:           | Srebro:           | Brąz:            |
| −48 kg       | Tina Wood        | Donna Hilton      | Barbara Potter   |
| −52 kg       | Shelley Hallett  | Suzanne Childs    | Rebecca Sullivan |
| −56 kg       | Suzanne Williams | Angela Deacon     | Yvette Childs    |
| −61 kg       | Leanne Sheehy    | Anne Marie Pepper | S. Rouchi        |
| −66 kg       | Narelle Hill     | Nicola Morris     | G. Clemenceau    |
| −72 kg       | Diana Fanulli    | Rachel Day        | Christine Pearce |
| Open         | Nicola Morris    | Narelle Hill      | Leanne Sheehy    |